# Сакалени (Њамц)
Сакалени (рум. Săcăleni) насеље је у Румунији у округу Њамц у општини Појенари. Oпштина се налази на надморској висини од 270 m.

## Становништво
Према подацима из 2002. године у насељу је живело 395 становника, од којих су сви румунске националности.